# Douglas A2D Skyshark
Douglas A2D Skyshark je bil enomotorni turbopropelerski jurišnik, ki ga je razvil Douglas Aircraft Company v poznih 1940ih za Ameriško mornarico. Za pogon je imel 5100 konjski turbopropelerski motor Allison XT40-A-2 - v bistvu dva združena Allisona T38. Motor je poganjal dva kontrarotirajoča propelerja. Velika moč motorjev je omogočala hitrost okrog 800 km/h, hitrost vzpenjanja 37 m/s in 2500 kilogramski bojni tovor - kar ga uvršča med eno najbolj sposobnih nereaktivnih letal. Skyshark je imel veliko težav z motorjem in ni vstopil v serijsko proizvodnjo. 

## Specifikacije (XA2D-1)
Podatki iz Encyclopedia of American Aircraft
Splošne karakteristike
- Posadka: 1
- Dolžina: 41 ft 3 in (12,58 m)
- Razpon kril: 50 ft 0 in (15,24 m)
- Višina: 17 ft 1 in (3,68 m)
- Površina kril: 400 ft² (37 m²)
- Teža praznega letala: 12900 lb (5864 kg)
- Naložena teža: 18700 lb (8500 kg)
- Maks. vzletna teža: 22960 lb (10436 kg)
- Pogon letala: 1 ×  turboprop Allison XT40-A-2 (združena dva Allison T38), 5100 KM (3800 kW)

 Zmogljivost 
- Maks. hitrost: 435 vozlov (501 mph, 813 km/h)
- Doseg: 1900 nmi (2200 milj, 3520 km)
- Višina leta: 48100 ft (14664 m)
- Hitrost vzpenjanja: 7290 ft/min (37 m/s)
- Obremenitev kril: 47 lb/ft² (230 kg/m²)
- Razmerje moč/teža: 0,27 KM/lb (440 W/kg)

Oborožitev

- Strelno orožje: 4 × 20 mm (0.79 in) Hispano-Suiza HS.404 topovi
- Drugo: Do 2500 kg bomb na 11 nosilcih